# Ситовичівська сільська рада
Ситовичівська сільська рада — адміністративно-територіальна одиниця у Ковельському районі Волинської області з центром у селі Ситовичі.

## Населені пункти
Сільській раді підпорядковані населені пункти:
- с. Ситовичі
- с. Світле

## Склад ради
Сільська рада складається з 12 депутатів та голови. Склад ради: семеро депутатів (58.3 %) — самовисуванці, троє депутатів (25.0 %) — від партії Сильна Україна та ще двоє депутаток (16.7 %) від Української народної партії. 

## Керівний склад сільської ради
| ПІБ                      | Основні відомості                                                               | Дата обрання | Дата звільнення |
| ------------------------ | ------------------------------------------------------------------------------- | ------------ | --------------- |
| Никитюк Михайло Петрович | Сільський голова, 1964 року народження, освіта, безпартійний                    | 26.03.2006   | 31.10.2010      |
| Никитюк Михайло Петрович | Сільський голова, 1964 року народження, освіта середня спеціальна, безпартійний | 31.10.2010   |                 |

Примітка: таблиця складена за даними джерела

## Населення
Населення сільської ради згідно з переписом населення 2001 року становить 437 осіб. 
| Населенні пункти  | 2001 рік | 1989 рік |
| ----------------- | -------- | -------- |
| Світле            | 105      | 460      |
| Ситовичі          | 332      | 400      |
| Сукупне населення | 437      | 860      |

### Мова
Розподіл населення за рідною мовою за даними перепису 2001 року:
| Мова       | Відсоток |
| ---------- | -------- |
| українська | 99,54 %  |
| російська  | 0,23 %   |
| інші       | 0,23 %   |

## Географія
Сільська рада лежить на східному краї Ковельського району та межує зі сходу з Маневицьким районом.
Із західного боку села Ситовичі проходить канал Ставкова, який за кілька кілометрів на північ вливається в річку Стохід. Сам Стохід, притока Прип'яті, протікає неподалік східної околиці Ситовичів. 
За два кілометри на північ від села Світле проходить магістральне шосе E373, що з'єднує Київ з Любліном, в межах України траса має назву М07, ділянка Сарни—Ковель. 